# Divača

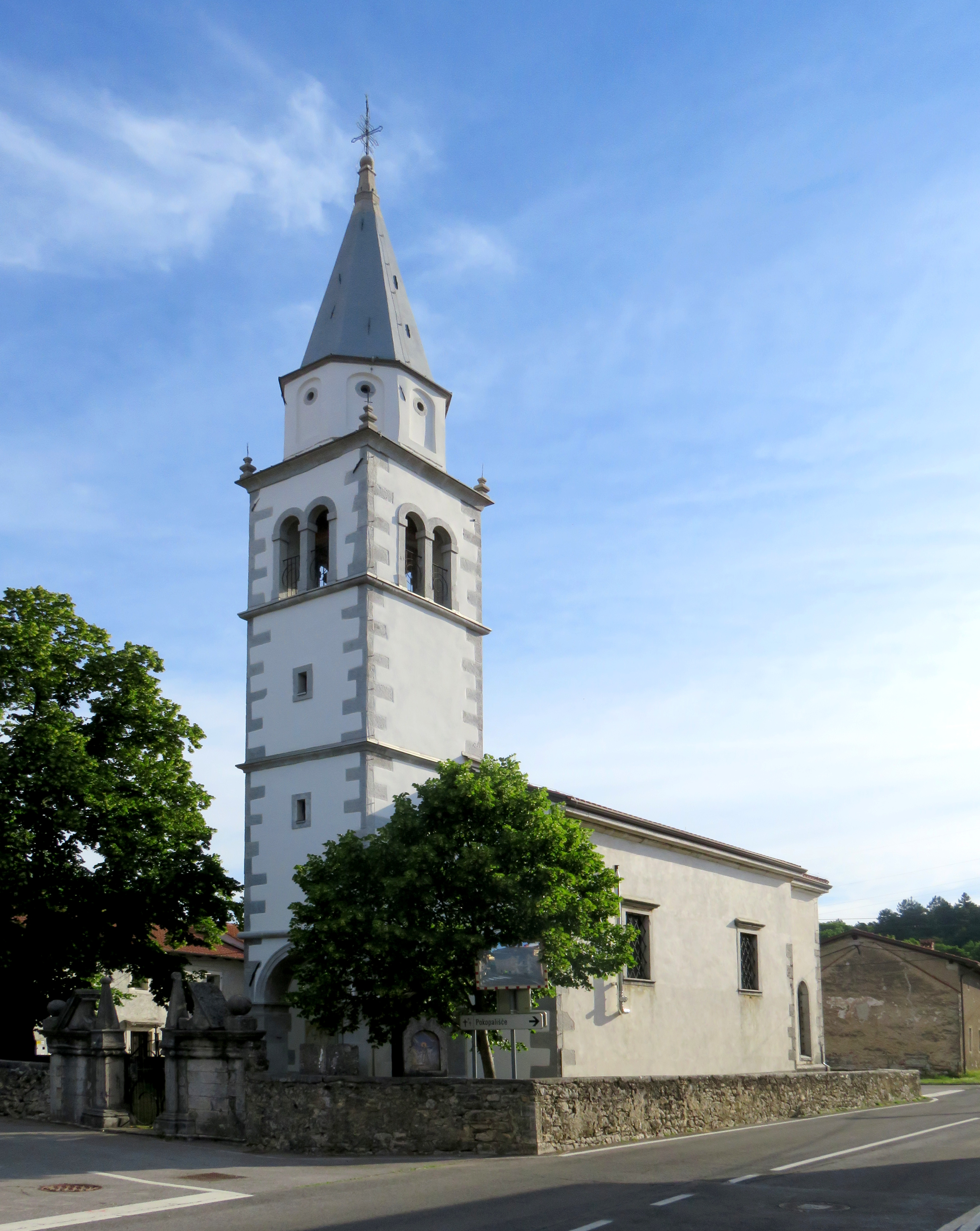
Antoniuskirche in Divača

Die Ortschaft Divača (italienisch Divaccia, deutsch Waatsche) ist der Hauptort und Verwaltungssitz der 32 Ortschaften umfassenden Gemeinde Divača in Südwest-Slowenien in der Nähe von der italienischen Grenze und der Hafenstadt Triest.

## Verkehr

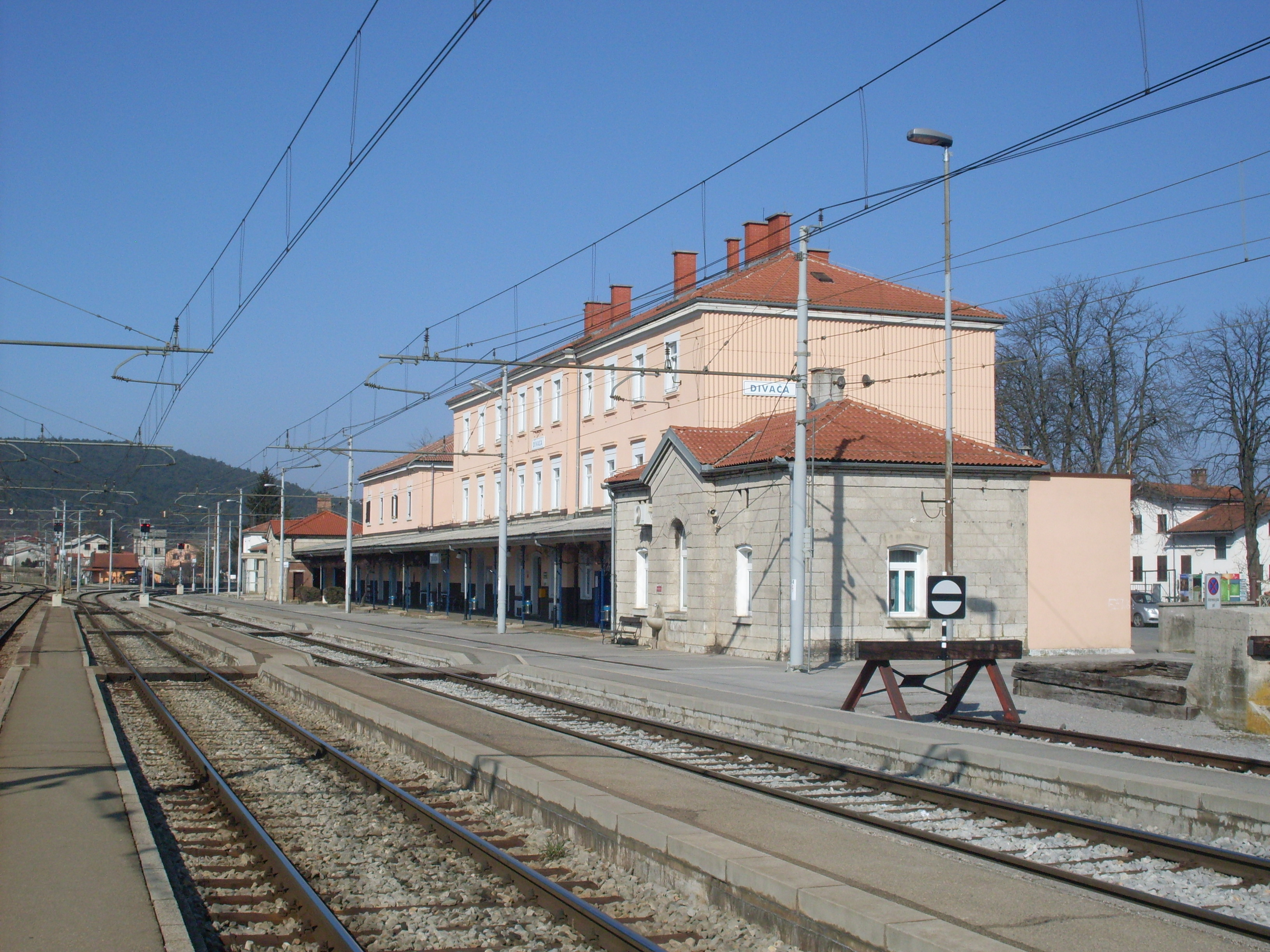
Bahnhof Divača

Divača ist ein Eisenbahnknotenpunkt. Hier mündet die Bahnstrecke Divača–Pula in die Bahnstrecke Spielfeld-Straß–Trieste Centrale, die alte österreichische Südbahn.
Im Bahnhof von Divača ereignete sich am 14. Juli 1984 ein schwerer Eisenbahnunfall: Ein mit etwa 1400 Urlaubern besetzter Schnellzug nach Koper und Pula hatte hier gehalten. Ihm folgte ein Güterzug. Dessen Lokomotivführer überfuhr zwei „Halt“ zeigende Signale und fuhr mit etwa 65 km/h auf den stehenden Zug auf. Die letzten drei Wagen des Schnellzuges wurden schwer beschädigt, 31 Menschen starben.

## Geschichte
In der Nähe des Bahnhofs steht eine Himmelsbaumplantage, die im 19. Jahrhundert zur Zucht von Eri-Seidenraupen genutzt wurde. 
Eine Wasserleitung wurde 1857 für die Eisenbahn verlegt, aber die Stadt wurde erst 1948 an die Wasserversorgung angeschlossen. 
In den 1890er Jahren und vor dem Zweiten Weltkrieg erfolgte eine umfangreiche Aufforstung der aufgegebenen landwirtschaftlichen Flächen. 
Nach dem Zweiten Weltkrieg änderte sich der Charakter der Stadt durch den Bau neuer Wohnhäuser, einer Turnhalle, einer öffentlichen Bibliothek, Geschäften und anderen Einrichtungen erheblich.
Auf dem Gemeindegebiet wurden zwei Massengräber aus der Zeit des Zweiten Weltkriegs gefunden, eines in der Stadt und eines im Weiler Naklo.

## Sehenswürdigkeiten
- Höhlen von Škocjan

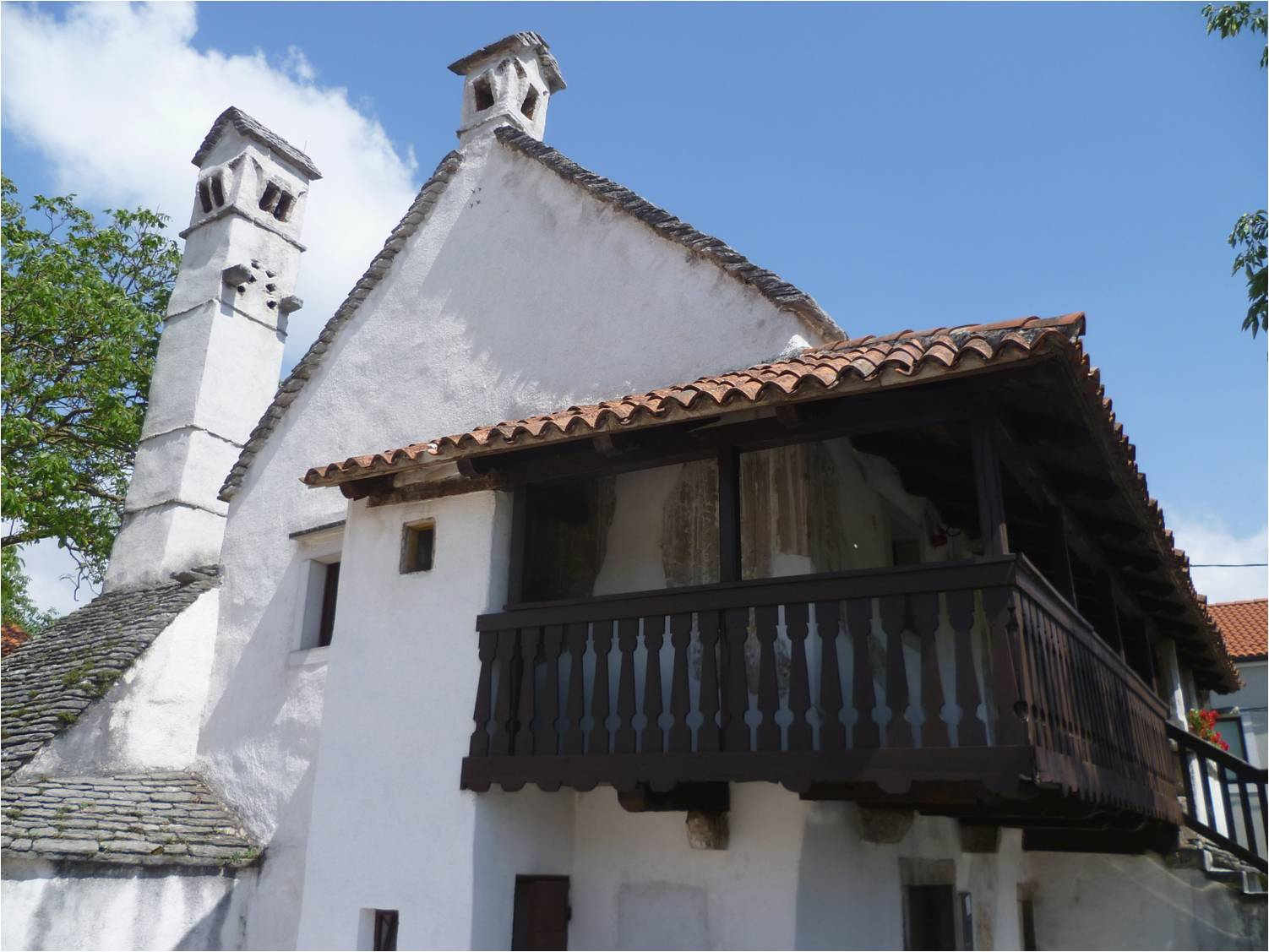
Traditionelles Bauernhaus

- Karstlandschaft des Brkini-Hügellandes.
- Sehenswert ist der „Škratelj Hof“ in Divača. Das im 17. Jahrhundert erbaute Bauernhaus beherbergt eine Dauerausstellung über die bekannte Schauspielerin Ita Rina.[5]

## Persönlichkeiten
- Ita Rina (1907–1979), Schauspielerin